# Syngrapha microgamma
Syngrapha microgamma là một loài bướm đêm trong họ Noctuidae.